# 肺动脉闭锁
肺动脉闭锁（pulmonary atresia）或肺动脉瓣闭锁，是肺动脉瓣的先天性畸形，其瓣口不发育，瓣膜完全闭合，从而阻止血液从心臟流到肺部。肺动脉瓣位于心脏的右侧，在右心室和肺动脉之间。在正常的心脏中，肺动脉瓣口有三个可打开和关闭的瓣叶。

## 分型
肺动脉闭锁的肺动脉瓣完全梗阻，但其他心脏构造畸形不一，可概略分为二型：
- 肺动脉闭锁伴室间隔完整（pulmonary atresia with intact ventricular septum，PA-IVS），其仍有两个独立的心室，室间隔完整及三尖瓣口开放，但有不同程度的的右室、三尖瓣发育不全，也常合并冠状动脉异常[3][4]。

- 肺动脉闭锁伴室间隔缺损（pulmonary atresia with ventricular septal defect，PA-VSD）[5]。

## 术式

### 介入手术
- 经皮肺动脉瓣射频打孔术
- 经皮球囊肺动脉瓣成形术（PBPV）

### 外科手术
- 右心室流出道重建术：使用肺动脉带瓣管道（pulmonary valved conduit）、右室流出道带瓣管道，重建右心室与肺动脉的连接。
- 肺动脉瓣交界切开术
- 闭式Brock术[6]
- Blalock-Taussig分流术[7]（B-T分流术）

### 镶嵌手术[8]
在同一空间和时间内运用心血管介入与外科手术的复合技术，充分发挥心血管介入治疗和外科手术的优势，治疗复杂的肺动脉闭锁。